# اندی مور (دی‌جی)
اندی مور (به انگلیسی: Andy Moor) (زادهٔ ۱۶ ژانویهٔ ۱۹۸۰ در استوک-آن-ترنت، بریتانیا) دی‌جی و تولیدکنندهٔ موسیقی در سبک‌های ترنس و پراگرسیو متال است.